# Verband Baden-Württembergischer Omnibusunternehmer

Das Logo des Verbands

Der Verband Baden-Württembergischer Omnibusunternehmer e. V. (WBO) ist ein Berufs- und Arbeitgeberverband mit Sitz in Böblingen. Er vertritt als Landesverband des Bundesverbandes Deutscher Omnibusunternehmer (bdo) die Interessen von rund 350 privaten Omnibusunternehmen in Baden-Württemberg.
Als „außerordentliche Mitglieder“ finden sich im WBO auch öffentliche Verkehrsunternehmen, Verbundorganisationen, Bushersteller, Zulieferer und Dienstleister sowie Unternehmen und Organisationen der Touristik.
Der Verband wurde im Mai 1947 als Verband Württemberg-Badischer Omnibusunternehmer e. V. (WBO) im damaligen Land Württemberg-Baden gegründet. 1976 erfolgte der Zusammenschluss mit dem südbadischen Schwesterverband SBO, die Kurzbezeichnung WBO blieb jedoch bestehen.

## Ziele
Der WBO vertritt die gewerbepolitischen Interessen privater, familien- und inhabergeführter Omnibusunternehmen. Er verfolgt weder parteipolitische noch religiöse Zwecke. Ziel der Verbandstätigkeit sind die Verbesserung des Images des Verkehrsträgers Bus und die Chancengleichheit für mittelständische Busunternehmen im nationalen und internationalen Wettbewerb. Vor diesem Hintergrund hält der Verband Kontakt zu Politik, Verwaltung und Wirtschaft, informiert seine Mitglieder über Neuregelungen und veranstaltet regelmäßig Kongresse und Messen.

## Organisation
Vorsitzender ist Klaus Sedelmeier (Rast-Reisen, Hartheim), Geschäftsführerin Yvonne Hüneburg (seit 1. Januar 2023).
Im Umfeld des WBO sind angesiedelt die IGP – Interessengemeinschaft des Personenverkehrsgewerbes in Baden-Württemberg eG (Warenverkauf, Schülerabrechnung, Versicherungen), und Combus - Competence Mensch und Bus GmbH (Fahrerschulungen und Seminare).